# 托马斯·约翰·塞贝克
托马斯·约翰·塞贝克（德語：Thomas Johann Seebeck，1770年4月9日—1831年12月10日），俄罗斯帝国物理学家、医生，波罗的海德意志人，生于列威利，在哥廷根大学获得医学学位，他于1821年发现了赛贝克效应。